# Antarctoscyphus mawsoni
Antarctoscyphus mawsoni är en nässeldjursart som först beskrevs av Briggs 1938.  Antarctoscyphus mawsoni ingår i släktet Antarctoscyphus och familjen Sertulariidae.
Artens utbredningsområde är Södra Ishavet. Inga underarter finns listade i Catalogue of Life.